# Dragon Ball Z: Infinite World
Dragon Ball Z: Infinite World (ドラゴンボールZ インフィニットワールド, Doragon Bōru Zetto Infinitto Wārudo)) é um jogo de vídeo game baseado no anime Dragon Ball Z. Foi lançado para PlayStation 2 no dia 4 de novembro de 2008.

## Estilo do jogo
O jogo é como uma continuação de Dragon Ball Z: Budokai 3 tendo o mesmo estilo e comando, porém, no modo batalha, o game comporta-se com uma camera 2D, o que leva o jogador a jogar em uma tela mais Clássica. O personagem pode ser controlado em setas ou analógico e os ataques são comuns(Quadrado - Soco, Triângulo - Chute, Bola - Esferas e Combos de Ki e X - Defesa). O jogo possui lutas como nos outros jogos e minigames que representam desafios que os Guerreiros Z participaram. Para desbloquear um personagem,suas técnicas e mapas é preciso passar por eles na história e depois comprá-los.

## Menu do jogo
- Missões do Dragão (Dragon Mission): O jogador participa da história de Dragon Ball Z. A jogabilidade se divide em lutas e minigames como encontrar as Esferas do Dragão ou cruzar o Caminho da Serpente.
- Duelo do Dragão (Dragon Duel): o clássico modo de um jogador contra outro ou contra o próprio video-game.
- Treinamento dos Guerreiros (Warrior's Training): modo para praticar seus golpes,ki blasts e super ataques,escolhendo qualquer personagem.
- Sala dos Guerreiros (Warrior's Room): lugar em que se pode comprar os ataques,personagens e mapas além de equipar os personagens.
- Opções (Options): salvar/carregar o jogo, ajustar som, brilho e vibração.
- Caminho dos Lutadores (Fighter's Road): modo de jogo em que você escolhe um personagem e luta contra outros sorteados pelo video-game (uma ótima opção para aqueles que querem conseguir dinheiro rápido).

## Personagens e suas Transformações
- Goku - KaioKen, Super Saiyajin, Super Saiyajin 2, Super Saiyajin 3 e Super Saiyajin 4.
- Goku (GT) - Super Saiyajin , Super Saiyajin 3 e Super Saiyajin 4.
- Vegeta - Super Saiyajin, Majin Vegeta, Super Saiyajin 2 e Super Saiyajin 4.
- Vegeta (GT) - Super Saiyajin e Super Saiyajin 4
- Fusão Potara: Goku e Vegeta - Vegetto e Super Vegetto.
- Fusão: Goku e Vegeta - Super Gogeta.
- Fusão: Goku SSJ4 e Vegeta SSJ4 - Gogeta Super Saiyajin 4.
- Kid Gohan - Poder Oculto.
- Teen Gohan - Super Saiyajin e Super Saiyajin 2.
- Gohan - Super Saiyajin, Super Saiyajin 2 e Forma Mística.
- Grande Saiyaman.
- Trunks - Super Saiyajin.
- Kid Trunks - Super Saiyajin.
- Goten - Super Saiyajin.
- Fusão: Goten e Kid Trunks - Gotenks, Super Gotenks e Super Gotenks 3.
- Piccolo - Fusão com Nail e Fusão com Kami-Sama.
- Kuririn - Poder Oculto.
- Yamcha.
- Tenshinhan.
- Mr. Satan - Força Máxima.
- Videl.
- Pan.
- Bardock.
- Paikuhan
- Raditz.
- Saibamen.
- Nappa.
- Capitão Ginyu.
- Rikum.
- Freeza - 1ª forma, 2ª forma´, 3ª forma, Forma Final, 100% de Poder e Mecha Freeza.
- Doutor Maki Gero.
- Androide 18.
- Androide 17.
- Andróide 16.
- Cell - Imperfeito, Semi-Perfeito, Perfeito e Super Perfeito.
- Dabura - Rei Demônio.
- Majin Boo.
- Super Boo - Gotenks Absorvido, Piccolo Absorvido e Gohan Absorvido.
- Kid Boo.
- Super Baby 2.
- Super Andróide 17.
- Li Shenlong - Omega Shenlong.
- Cooler - Forma Final e Meta-cooler
- Broly- Legendário Super Saiyajin.
- Super Janemba.
- Paragus.